# Arthur Gestering
Arthur Gestering (* 28. April 1874 in Unterrieden, Landkreis Witzenhausen; † 10. Juni 1959 in Bad Endorf im Landkreis Rosenheim) war ein deutscher Verwaltungsjurist und Bezirksamtsvorstand in Ansbach.

## Leben
Nach dem Abitur am Domgymnasium Fulda studierte Arthur Gestering Rechtswissenschaften an der Julius-Maximilians-Universität Würzburg (seit 1894 Mitglied der Burschenschaft Cimbria Würzburg) und Humboldt-Universität zu Berlin. Nach dem Abschluss in Würzburg und der ersten juristischen Staatsprüfung leistete er seinen Militärdienst als Einjährig-Freiwilliger im 1. Infanterie-Regiment und machte anschließend seinen dreijährigen Vorbereitungsdienst (Referendariat) beim Amtsgericht München I, Landgericht München II, Landgericht Würzburg, Stadtmagistrat Würzburg und beim Bezirksamt Bad Brückenau. 1902 legte er das Große juristische Staatsexamen ab und erhielt eine Anstellung als Regierungsakzessist. Zum 1. Dezember 1904 wurde er Assessor beim Bezirksamt Lohr und später in Wunsiedel. Gestering wechselte in die Staatsverwaltung und kam zur Regierung von Oberbayern, bevor er zum 1. Dezember 1919 Bezirksamtsvorstand mit der Amtsbezeichnung Bezirksamtmann beim Bezirksamt Uffenheim wurde. Dort am 1. März 1923 mit dem Titel und Rang eines Regierungsrats versehen, wechselte er zum 1. November 1924 als Bezirksamtsvorstand zum Bezirksamt Ansbach, wo er später Oberregierungsrat wurde und Mitglied des Landesplanungsgemeinschaft Bayern war.
Auf Druck der Nationalsozialisten wurde er am 30. April 1938 vorzeitig in den Ruhestand verabschiedet. Während des Krieges war er beim Landkreis Berchtesgaden angestellt.
Gestering war vor 1933 in die Deutschnationale Volkspartei eingetreten und war auch Mitglied der Bayerischen Mittelpartei.